# The Rank Organisation
The Rank Organisation — британский конгломерат в сфере шоу-бизнеса, основанный промышленником Артуром Рэнком в 1937 году. За несколько лет стал крупнейшим производителем кинофильмов в стране, владеющим собственными производственными студиями, дистрибьюторскими фирмами и кинотеатрами. На его предприятиях также производились телевизоры, радиоприёмники и копировальные аппараты. Компания существовала до 1996 года, когда была поглощена новой структурой Rank Group Plc.
Всемирно известный символ компании, предваряющий её кинопродукцию, — атлет, ударяющий в гонг, был создан ещё в 1935 году. Первый ролик снят с участием боксёра-тяжеловеса Билли Уэлса («Красавчика Билли»). Гонг был сделан из гипса, а звучание тамтама записано отдельно.

## История компании

### Основание
Артур Рэнк происходит родом из богатой семьи, его отец владел крупным мукомольным бизнесом. Свои первые вложения в создание фильмов сделал в середине 1930-х годов, когда финансировал съёмки короткометражных лент на религиозные сюжеты: он строго придерживался взглядов Методистской церкви. В 1937 году была создана компания Rank Organisation, которая стала производить уже и коммерческие картины. В 1938 году приобретена сеть Odeon Cinemas, объединившая в себе к 1941 году, благодаря серьёзным финансовым вложениям, 258 кинотеатров. В 1939 году Артур Рэнк покупает студию Denham Film Studios, созданную незадолго до этого режиссёром Александром Кордой. В 1941 году он финансирует покупку у французов британского подразделения Gaumont — Gaumont-British Picture Corporation, а в 1942 году у американцев — подразделения Paramount Pictures. В середине сороковых годов компания продолжает покупку или поглощение различных фирм. В результате к концу 1940-х годов Артур Рэнк имел в собственности:
- пять производственных студий, среди которых Ealing Studios, известная созданием популярных комедий;
- 650 кинотеатров по всей стране, а также в Канаде и Нидерландах;
- дистрибьюторской компанией General Film Distributors.

По отзывам очевидцев, Артур Рэнк слабо разбирался в кино, но был организованным бизнесменом, «человеком действия и выдающегося ума, человеком предвидения, но не в искусстве — он нанял головы, которые делали это за него». Действительно, в этот период с Rank Organisation сотрудничают лучшие кинорежиссёры Великобритании, работающие под марками Independent Producers Ltd., The Archers, Cineguild Productions: Майкл Пауэлл и Эмерик Прессбургер снимали на мощностях компании «Чёрный нарцисс» (1947 год) и «Красные башмачки» (1948 год), Дэвид Лин — «Весёлое привидение» (1946 год) и «Оливер Твист» (1948 год), Лоренс Оливье — «Генрих V» (1944 год) и «Гамлет» (1948 год).

### Кризис начала 1950-х годов
Несмотря на производство достаточного количества фильмов, имевших успех у зрителей и критиков, в 1949 году компанию настигает финансовый кризис. Он имеет две основные причины: нарастающая популярность телевидения и неспособность конкуренции с Голливудом в условии отмены квот на демонстрацию иностранной продукции. Самые решительные шаги по спасению Rank Organisation предпринял её управляющий Джон Дэвис. Он сумел получить в банках кредитов на 16 миллионов фунтов стерлингов. Ему пришлось значительно сократить штаты и оптимизировать расходы. Были закрыты Independent Producers Ltd. и Cineguild Productions. Дэвид Лин, принёсший ранее компании много творческих и коммерческих побед, был вынужден искать производственные мощности у других инвесторов. Rank Organisation диверсифицирует свои интересы в бизнесе: она покупает Bush Radio manufacturing, начав производить телевизоры и научное оборудование. В середине 1950-х годов Джон Дэвис начинает сотрудничество с Haloid Corporation по созданию копировальной техники под маркой Rank Xerox. Эта инвестиция, произведённая на интуитивном уровне в оборудование, которое ещё никому не было известно, оказалась чрезвычайно успешной. В эти же годы Артур Рэнк выкупает большой пакет акций создающейся телевизионной компании ITV.
Артур Рэнк ушёл в отставку с поста управляющего директора в 1952 году, но оставался на должности председателя правления до 1962 года.
Приоритеты в производстве фильмов также были пересмотрены. Большая ставка сделана на коммерчески успешные комедии, в том числе с участием комика Нормана Уиздома (мистер Питкин), и малобюджетные развлекательные телевизионные сериалы. При этом создаются и сложные ленты с острой социальной направленностью, ставшие позже знаковыми для национального кинематографа, например, «Сапфир» (1959 год) или «Жертва» (1961 год). В этот период кризис окончательно отступил. Rank Organisation заявляет о создании дорогостоящих картин с иностранным участием. На начало 1960-х годов был намечен выпуск сразу нескольких фильмов с общим бюджетом свыше 7 миллионов фунтов стерлингов.

### 1970-е — 1990-е годы
В начале 1970-х годов инвестиции собственно в процесс производства кинофильмов вновь свелись к минимуму. Финансировались съёмки многолетней франшизы-телесериала «Carry On» и малобюджетные фильмы ужасов Кэвина Фрэнсиса. Новый интерес к дорогому полнометражному кино вызвал успех мюзикла «Багси Мэлоун» в 1976 году. Уже за два последующих года было снято несколько фильмов самых различных жанров с суммарным бюджетом превышающим 10 миллионов фунтов стерлингов. Среди них: «Крыло орла», «Оранжевый солдат», «Леди исчезает», «Гонщик „Серебряной мечты“». Это была практически последняя волна лент Rank Organisation с более или менее серьёзным финансированием. Зрители США плохо принимали или не принимали вообще британские картины, да и на родине они коммерчески уступали продукции Голливуда. Кинопроизводство стало приносить только убытки, в то время как другие подразделения давали десятки миллионов прибыли ежегодно. Следом за закрытием студий вынуждены были закрыться и дистрибьюторские фирмы, а следом и кинотеатры.
В 1995 году Rank Organisation вошла в состав Rank Group, занимающейся игорным бизнесом, лотереями и программным обеспечением в этих сферах досуга.

## Избранная фильмография
| №  | Название                  | Год  | Режиссёр                         | Оригинальное название                                                                       | Комментарий                                            |
| -- | ------------------------- | ---- | -------------------------------- | ------------------------------------------------------------------------------------------- | ------------------------------------------------------ |
| 2  | Короткая встреча          | 1945 | Дэвид Лин                        | Brief Encounter                                                                             | Три номинации на Оскар, три другие кинонаграды.        |
| 4  | Тридцать девять ступеней  | 1935 | Альфред Хичкок                   | The 39 Steps                                                                                | Две кинонаграды                                        |
| 5  | Большие надежды           | 1946 | Дэвид Лин                        | Great Expectations                                                                          | Две премии Оскар, две другие кинонаграды               |
| 9  | Красные башмачки          | 1948 | Майкл Пауэлл, Эмерик Прессбургер | The Red Shoes                                                                               | Два Оскара, две другие кинонаграды                     |
| 18 | Генрих V                  | 1944 | Лоренс Оливье                    | The Chronicle History of King Henry the Fift with His Battell Fought at Agincourt in France | Четыре номинации на Оскар, 10 иных кинонаград          |
| 20 | Лестница в небо           | 1946 | Майкл Пауэлл, Эмерик Прессбургер | A Matter of Life and Death                                                                  | Три кинонаграды                                        |
| 35 | Леди исчезает             | 1938 | Альфред Хичкок                   | The Lady Vanishes                                                                           | Две награды                                            |
| 44 | Чёрный нарцисс            | 1947 | Майкл Пауэлл, Эмерик Прессбургер | Black Narcissus                                                                             | 2 премии Оскар, 1 Золотой Глобус, 3 другие кинонаграды |
| 46 | Оливер Твист              | 1948 | Дэвид Лин                        | Oliver Twist                                                                                |                                                        |
| 59 | Досье «Ипкресс»           | 1965 | Сидни Фьюри                      | The Ipcress File                                                                            | Три премии BAFTA, 2 иные кинонаграды                   |
| 69 | Гамлет                    | 1948 | Лоренс Оливье                    | Hamlet                                                                                      | Три премии Оскар, 13 других наград                     |
| 86 | Женевьева                 | 1953 | Генри Корнелиус                  | Genevieve                                                                                   | 1 премия Золотой Глобус, 1 премия BAFTA                |
| 92 | В котором мы служим       | 1942 | Дэвид Лин                        | In Which We Serve                                                                           | 6 кинонаград                                           |
| 99 | Carry On... Up the Khyber | 1968 | Джеральд Томас                   | Carry On… Up the Khyber                                                                     |                                                        |

## Комментарии
1. ↑  Не следует путать с Фредди Фрэнсисом — его отцом.